# Краубат ан дер Мур
Краубат ан дер Мур (на немски: Kraubath an der Mur) е град в окръг Леобен в австрийската провинция Щирия. Името му се споменава многократно в грамотите от XI – XIII век и се изписва редовно като Chrowat, което е топонимен вариант на името „хърватин“.
Краубат ан дер Мур се намира в централната долина на река Мур между Леобен и Кнителфелд. Край него минава скоростната магистрала S36.

## История
5000-годишна каменна брадва, открита по време на пътното строителство, показва, че районът около града е бил населен още през каменната ера. Случайно са открити и бронзова брадвичка, връх на копие и фибула от периода на Халщат. Проучванията показват, че това са гробни дарове от около 500 г. пр. н. е. Открити са римски монети, глинени камъни и част от гробница, датирани от II век.